# Annie Pétain
Pour les articles homonymes, voir Pétain.
Annie Pétain, née Alphonsine Berthe Eugénie Hardon le 5 octobre 1877 à Courquetaine (Seine-et-Marne), morte le 30 janvier 1962 à Paris (7e arrondissement), est l'épouse de Philippe Pétain de 1920 à 1951, date du décès de ce dernier. De toutes les femmes que Pétain a connues dans sa vie sentimentale, Annie Pétain est la seule qu'il a épousée.

## Surnoms
Détestant son prénom d'usage, Eugénie, elle se fait surnommer « Ninie » par ses amis et « Annie » par ses interlocuteurs.

## Biographie

### Enfance

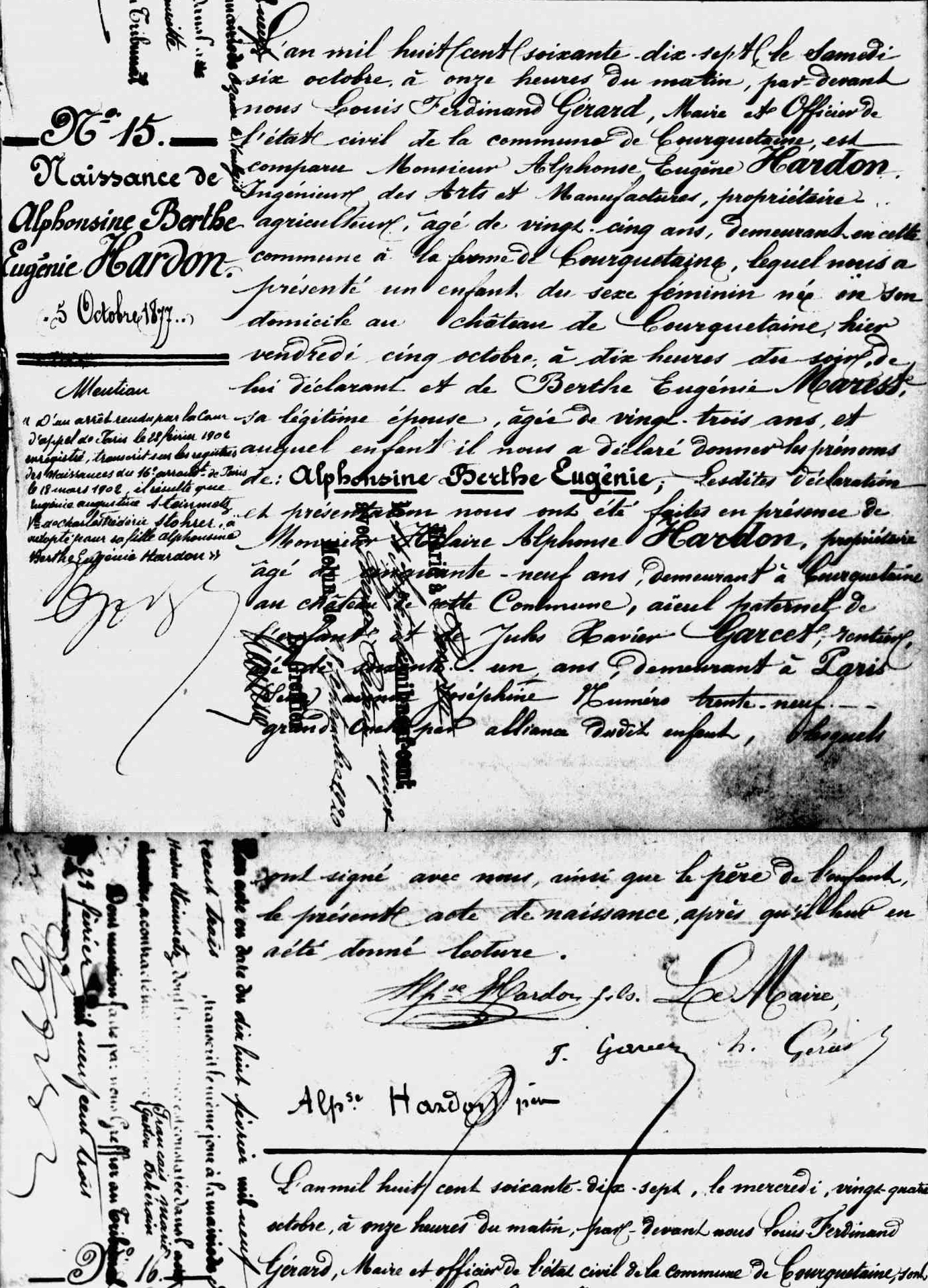
Acte de naissance.

Alphonsine Berthe Eugénie Hardon naît le 5 octobre 1877 à Courquetaine, en Seine-et-Marne. Elle est la fille d'Alphonse Hardon (Paris, 28 avril 1852), ingénieur des Arts et Manufactures, chevalier de la Légion d'honneur, maire de Courquetaine et conseiller général de la Seine-et-Marne pour le canton de Tournan-en-Brie, et de Berthe Marest. En 1902, elle est adoptée par sa marraine Eugénie Steinmetz, veuve Stohrer, épouse Hardon. Elle rencontre Philippe Pétain pour la première fois en 1881, à Menton. Il a alors vingt-cinq ans, elle quatre,,.

### Un premier mariage arrangé et un fils
En 1901, à 24 ans, elle retrouve Philippe Pétain, alors commandant, qui la demande en mariage,. Mais sa famille refuse de donner la main de leur fille à ce prétendant agnostique,.
Le 19 février 1903, elle accepte d'épouser François Dehérain (1877-1962), un interne des hôpitaux, ancien président des Bâtiments Demaintrois à Montreuil, dans le Pas-de-Calais, fils de Pierre-Paul Dehérain. Le couple a un fils, Pierre, connu sous son nom d'artiste Pierre de Hérain. Le 5 mars 1914, après plusieurs semaines de séparation, le divorce est prononcé entre les deux époux. Abandonnant la médecine, ce mari eut une carrière artistique (il fut artiste peintre, sculpteur et graveur) sous le nom de François de Hérain,,. François se remaria en 1918 avec Jenny Philippoteaux, fille d’Auguste Philippoteaux, maire de Sedan.

### Le second mariage

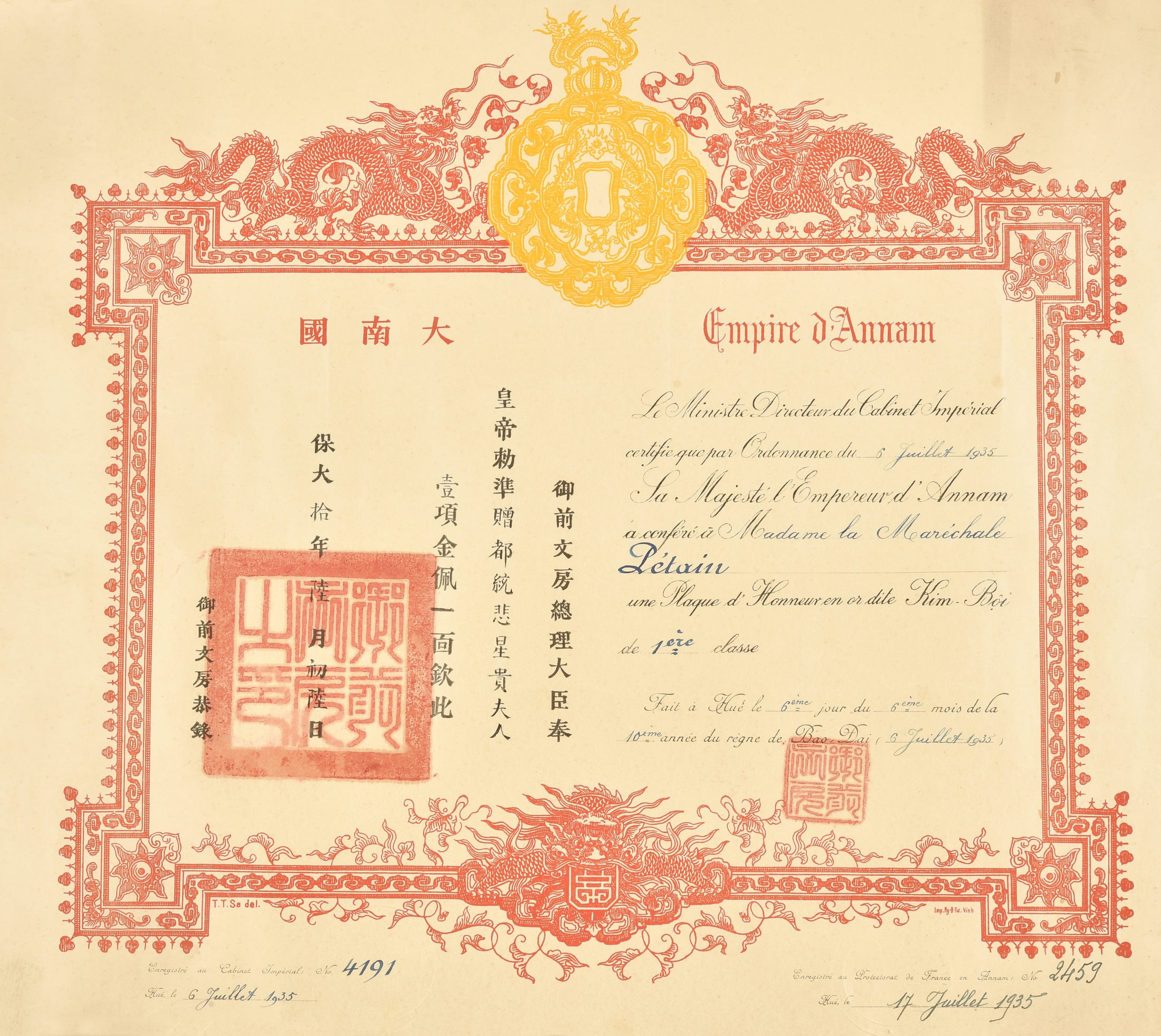
Diplôme de l’Empire d’Annam de Madame la maréchale Pétain. Diplôme attribué par l'empereur d’Annam mentionnant la remise d’une plaque d’honneur en or de première classe, dite Kim Boy, fait à Hué le 6 juillet 1935. Diplôme dans son tube d’origine portant une étiquette du gouverneur général de l’Indochine.

Elle devient ensuite la maîtresse de Philippe Pétain, avant que celui-ci ne parte pour la guerre. C'est avec elle que Pétain se trouvait lorsque son aide-de-camp Serrigny le cherchait pour lui annoncer sa nouvelle nomination sur le front de Verdun le 25 février 1916. Cependant, son autre grand amour qui dure plus de vingt ans est Jacqueline de Coniac (1878-1952), dite Mella, veuve du commandant Hubert de Castex, tué à la tête d'un bataillon de chasseurs alpins de la division bleue le 23 octobre 1917 lors de la victoire de la Malmaison. Jacqueline de Coniac est présentée peu après la guerre au maréchal, qui demande sa main durant l'été 1920. Mais Annie refuse de céder sa place : au cours d'une scène que raconte Pétain à Serrigny, elle braque un revolver sur le général et le menace : « Ce sera moi ou une balle dans la peau. »

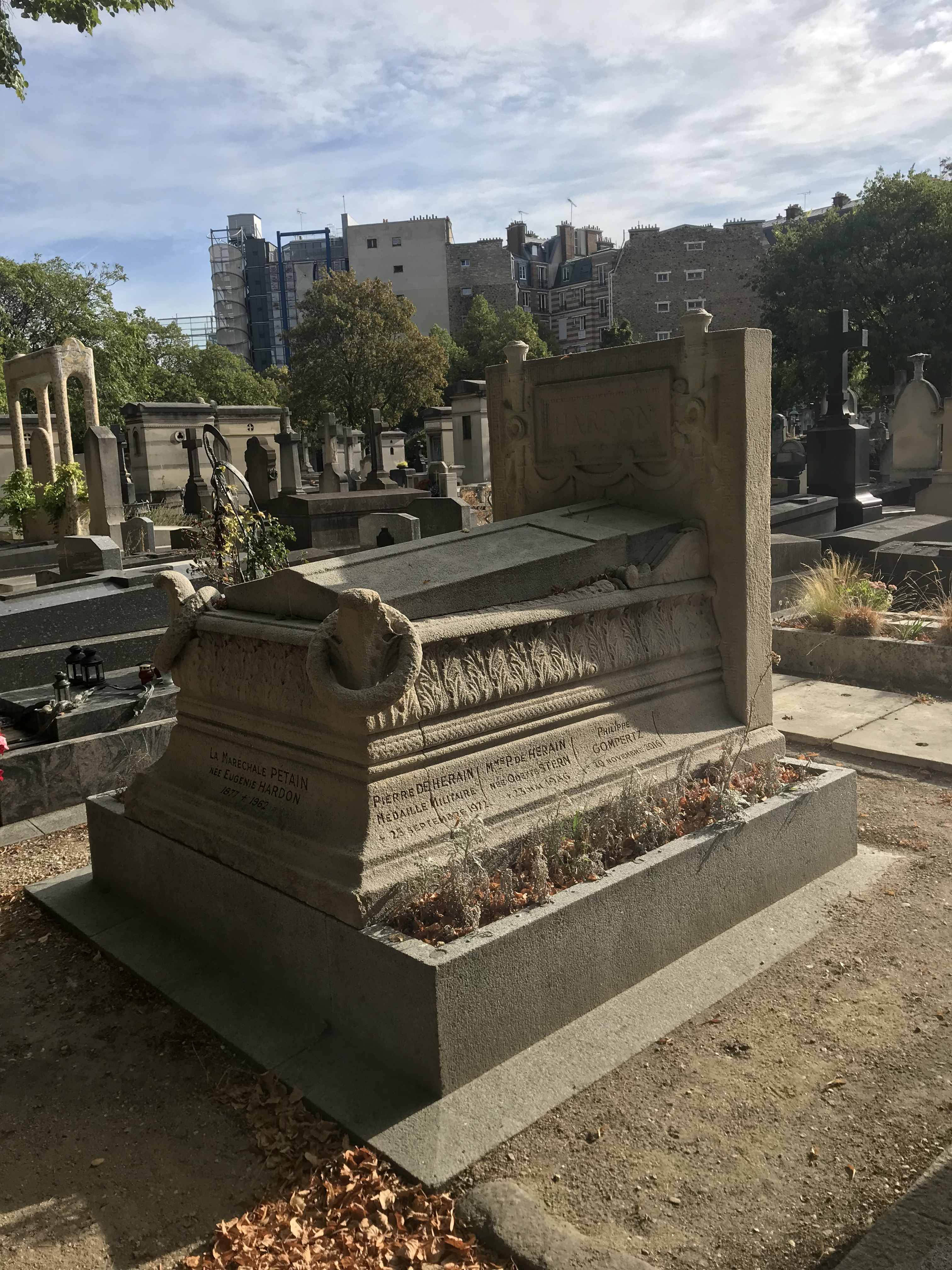
Tombe de la famille Hardon au cimetière du Montparnasse.

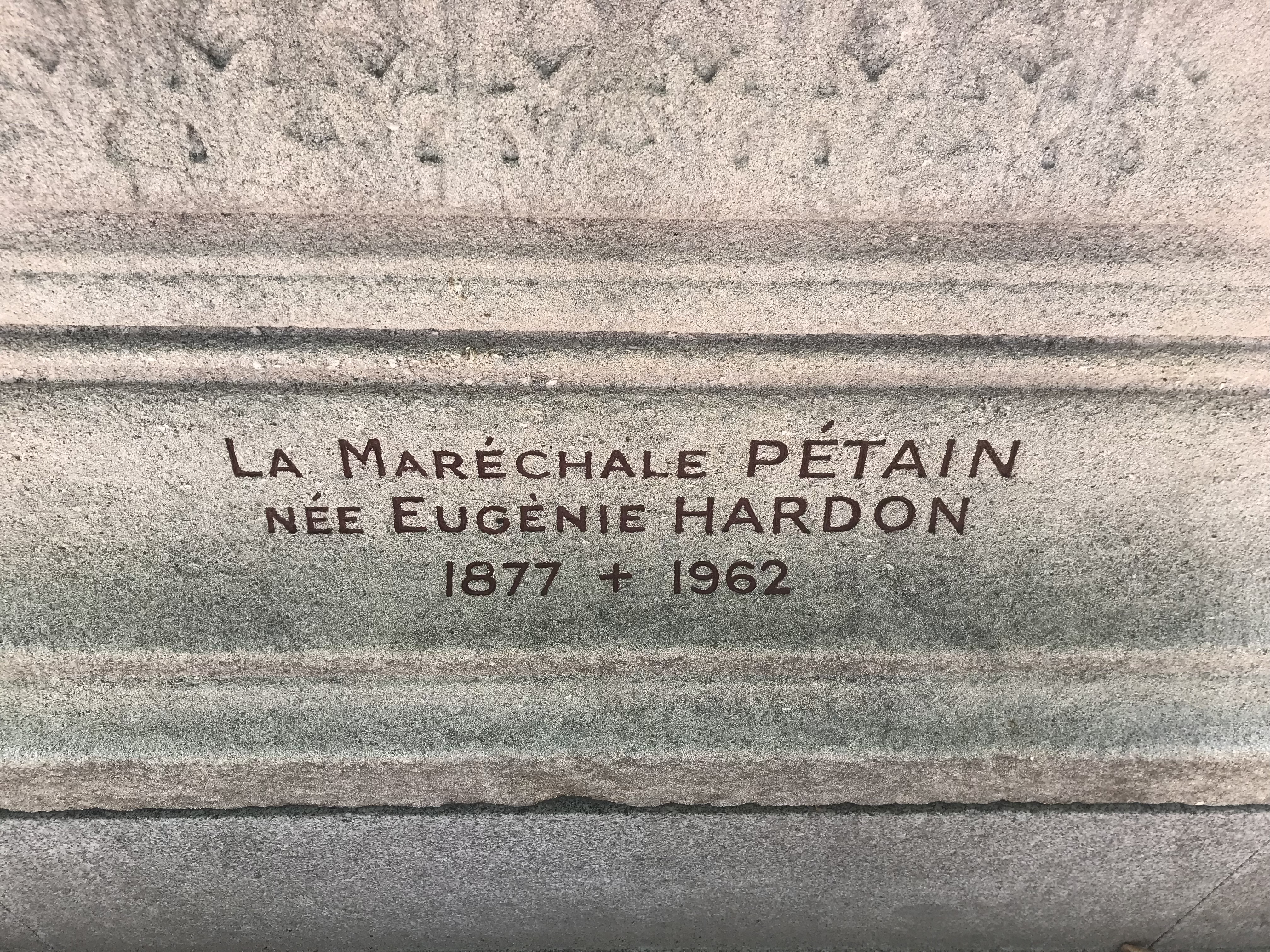
Inscription « La maréchale Pétain née Eugénie Hardon » sur la tombe de la famille Hardon.

Il accepte finalement d'épouser civilement Annie à la mairie du 7e arrondissement de Paris, le 14 septembre 1920,,, lors d'une cérémonie très discrète. Le général Fayolle est le témoin du marié. Ce mariage est diversement apprécié par la famille et certains amis de Pétain. La nullité du mariage religieux de 1903 d'Annie Hardon est ensuite reconnue, par décision du tribunal de l’officialité de Paris le 30 janvier 1929, puis de l'officialité de Versailles le 18 mars suivant,,. Une vingtaine d'années après, le couple se marie religieusement, le 7 mars 1941, pendant l'Occupation, la situation matrimoniale du maréchal entraînant des dissensions au sein de l'Église française pour laquelle Pétain fait figure d'homme providentiel et qui ne cesse de faire des déclarations en faveur du régime, déclarations dont la propagande officielle ne manque pas de se servir. Pétain étant désireux d'échapper au devoir de la confession, ce mariage est fait par procuration,. Cette dernière cérémonie est également tenue secrète — elle a lieu dans la chapelle privée de l’archevêque de Paris, Mgr Suhard — mais le pape Pie XII en est informé car il s'est inquiété de la situation matrimoniale du chef de l'État français. Selon l'historien W. D. Halls, les péripéties conjugales du maréchal montrent que celui-ci n'était pas très croyant.

### La femme fidèle
Elle accompagne son mari à Sigmaringen lorsqu'il est emmené en Allemagne, le 20 août 1944. Celui-ci ayant décidé, dès son départ de Vichy, de cesser ses fonctions, et donc de ne plus prendre de décision pour protester contre cette mesure d'exil, elle assure un rôle d'intermédiaire, à l'occasion d'un différend entre le maréchal et la Commission gouvernementale de Sigmaringen, concernant l'utilisation du drapeau français en territoire allemand, sans son consentement.
Lors du retour en France de Pétain, le 27 avril 1945, le commissaire de la République de Dijon, venu en Suisse notifier le mandat d'amener dressé contre le maréchal, l'interroge sur l'endroit où elle désire se rendre. Elle indique : « Je ne souhaite pas me séparer du Maréchal ». « Telle est aussi l'intention du gouvernement […] », répond le représentant de l'État. Lors du voyage en train vers Paris, à l'occasion d'un arrêt à Pontarlier, des manifestations d'hostilité ont lieu, elle demande l'intervention du service d'ordre : « Est-ce ici […] qu'on doit nous assassiner ? ». Arrivés au fort de Montrouge, ils sont installés dans la même pièce.
Annie Pétain assiste au procès de son mari (23 juillet-15 août 1945). Jacques Isorni, un des avocats du maréchal, fait un discours qui émeut l'assistance (le procureur général Mornet va même jusqu'à l'étreindre et le maréchal l’embrasser,). Annie Pétain confie alors à l'avocat : « Je ne l'ai jamais vu aussi bouleversé. Il vous considère comme un fils »,.
Pendant la peine à perpétuité et l'incarcération de son mari au fort du Portalet puis à L'Île-d'Yeu (en Vendée), elle reste proche de lui, bénéficie d’un droit de visite quotidien et lui envoie, lorsqu'elle est en déplacement, un courrier régulier, lui témoignant de son soutien fidèle : « Tant d'amis se précipitent pour avoir de tes nouvelles — on s'occupe tant de toi de tous côtés en France et à l'étranger. Ta lettre si belle a produit une impression extraordinaire. Tes anciens soldats disent « Ah ! c'est bien lui — il est toujours le même » » (lettre de Paris, le 12 mai 1948). Le directeur de la prison la surnomme « la garce » ou « la reine mère ».
Pour l'historien Jean-Yves Le Naour, Mme Pétain est « une vieille femme acariâtre et prétentieuse qui a pris des habitudes de grandeur au bon temps de Vichy ». Après avoir rappelé que les nostalgiques du pétainisme ont voulu faire d'elle « une icône de douceur et de dévouement », il confirme en citant deux témoignages. Pour Joseph Simon, qui dirige l'équipe des gardiens du maréchal, elle a « la méchanceté dans la peau ». Il écrit même dans son journal intime en octobre 1945 : « Quelle garce ! Avec quel plaisir je lui botterais les fesses ». Même le curé de Port-Joinville juge que « Mme Pétain n'est pas sociable. Grossière et mal embouchée, elle scandalise tout le monde » .
Pétain meurt en 1951 et elle revient à Paris. En 1957, elle demande en vain au président de la République René Coty de transférer les cendres du défunt à l'ossuaire de Douaumont. Jacques Isorni fait par la suite en son nom la même requête à Charles de Gaulle, avec le même résultat.

### Mort
Le 30 janvier 1962, Annie Pétain meurt à l'âge de 84 ans à Paris (7e arrondissement). Elle est inhumée au cimetière du Montparnasse, division 29, après des obsèques célébrées en l'église Saint-Pierre-du-Gros-Caillou, en présence notamment du maréchal Juin, du général Weygand, du général Héring, de l'amiral Decoux, et de l'amiral Auphan,.

## Filmographie
« Eugénie Pétain » est incarnée par l’actrice Antoinette Moya dans le film Pétain, réalisé par Jean Marbœuf en 1993.